# Église réformée du Québec
L'Église réformée du Québec est une église chrétienne réformée œuvrant au Québec, issue de l'église presbytérienne et fondée officiellement en 1988. Elle est membre de la Confraternité réformée mondiale.

## Histoire
La Société missionnaire franco-canadienne est fondée en 1839 par une volonté commune des presbytériens, des méthodistes, des baptistes, des anglicans et des congrégationalistes de voir se développer une église réformée proprement canadienne-française. Quand la Société cesse ses activités en 1881, l'Église presbytérienne du Canada hérite de la plupart des paroisses existantes. Cependant, l'Église presbytérienne concentre ses efforts vers la colonisation de l'Ouest canadien et néglige quelque peu ses paroisses francophones. 
Cependant un regain d'intérêt débute vers 1978, prend forme en 1984 avec la création du Conseil des Églises réformées du Québec, et culmine avec la fondation officielle de l'Église réformée du Québec le 6 novembre 1988 à Québec.

## Paroisses
- Église chrétienne réformée de Beauce, Saint-Georges.
- Église réformée de la Rive-Sud, Lévis (quartier Charny).
- Église réformée Saint-Marc, Québec (quartier de la Cité-Universitaire).
- Église réformée Saint-Jean, Montréal (quartier du Musée).
- Église réformée Saint-Paul, Repentigny.